# Афнер, Пьер (кинокритик)
Пьер Афнер (фр. Pierre Haffner; 1943—2000) — французский кинокритик, специализировавшийся на африканском кино

## Биография
Пьер Афнер родился в 1943 году в Мюлузе, Франция.
В 1970-е годы проживал в Заире, где начал свою деятельность как эксперт по кинематографу Заира. В ноябре 1977 года опубликовал интервью со своим другом кинорежиссером Усманом Сембеном в Киншасе.
Умер 12 ноября 2000 года.

## Труды
- Essai sur les fondements du cinéma africain. Abidjan: Les nouvelles éditions africaines, 1976.
- Palabres sur le cinématographe: initiation au cinéma, Kinshasa: Presses africaines, 1978.
- 'Entretien avec le père Alexandre Van den Heuvel', Afrique littéraire et artistique, No. 48, 1978, p. 88
- 'Jean Rouch jugé par six cinéaste d’Áfrique noire: Safi Faye, Daniel Kamwa, Rihard de Medeiros, Moussa Yoro Bathily, Oumarou Ganda et Inoussa Ousseini.' Jean Rouch, un griot gaulois. CinéAction, No. 17, 1982.
- ' 'Petit à Petit en question: le film de Jean Rouch discuté dans deux ciné-clubs d’Afrique noire'. CinéAction, No. 17, 1982.
- Jean Renoir. Paris: Rivages, 1987
- (with André Gardies) Regards sur le cinéma négro-africain. Brussels: OCIC, 1987.